# Alain Chartier
Alain Chartier (n. c. 1392 - d. c. 1430) a fost un scriitor și om politic francez.
Este considerat părintele elocinței franceze.
Prin pamfletele sale, pătrunse de un puternic spirit patriotic, a criticat feudalismul.

## Opera
- 1422: Cvadrilocviul acuzator ("Quadrilogue invectif");
- 1416: Cartea celor patru doamne ("Livres des quatre dames");
- 1424: Frumoasa doamnă fără îndurare ("La belle dame sans mercy").

## Bibliografie

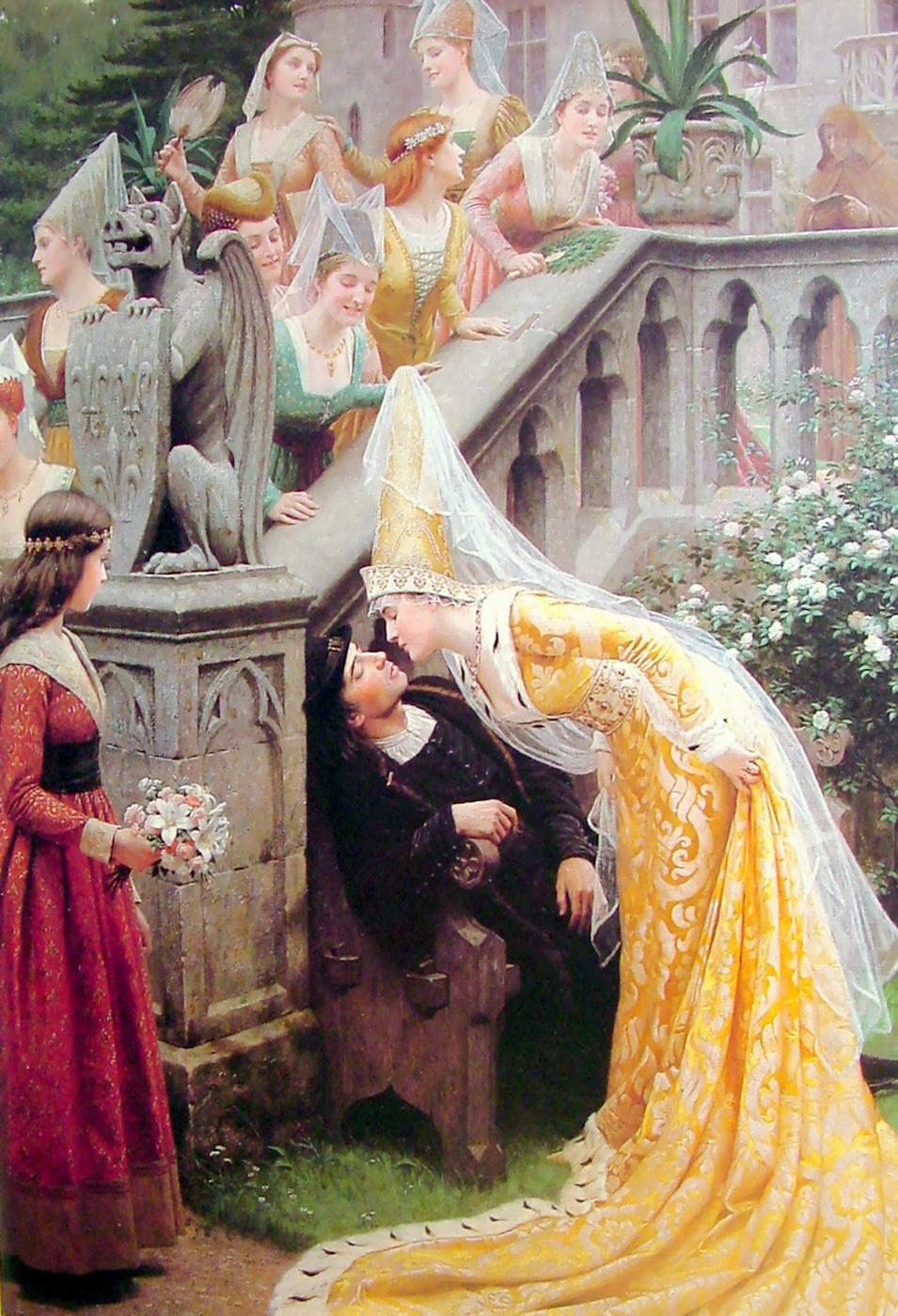
Chartier sărutat în somn de către Margareta Scoţiei (găzduindu-l în palat, aceasta i-a apreciat elocința versurilor sale)